# 哈恩主教座堂
哈恩圣母升天主教座堂（西班牙語：Catedral de la Asunción de Jaén）是位於西班牙南部安达卢西亚自治区哈恩市的一座羅馬天主教教堂。現在的教堂始建於1249年。哈恩主教座堂于2012年被列入世界遗产预备名单。

## 外部结构

哈恩主教座堂的外观
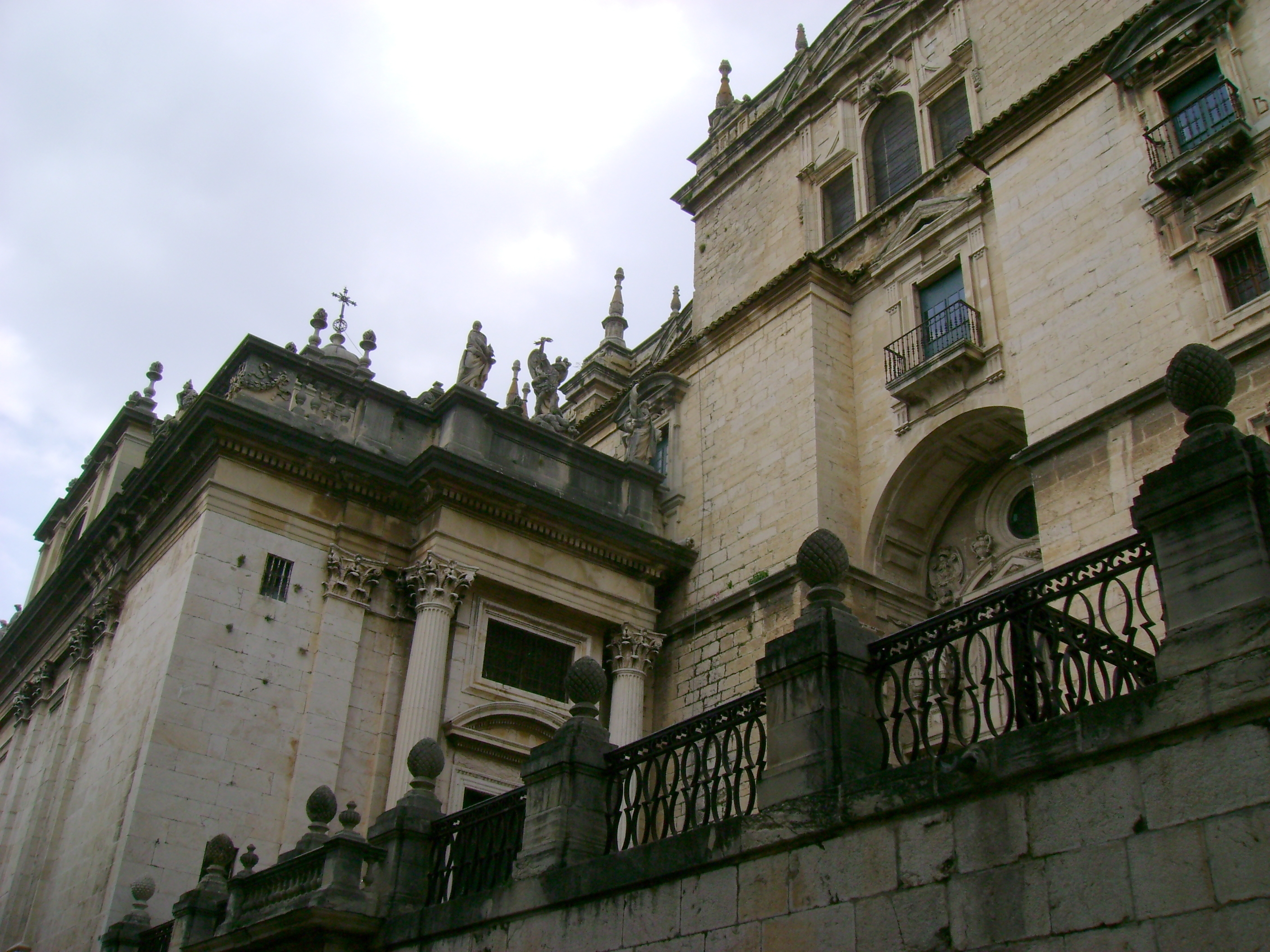
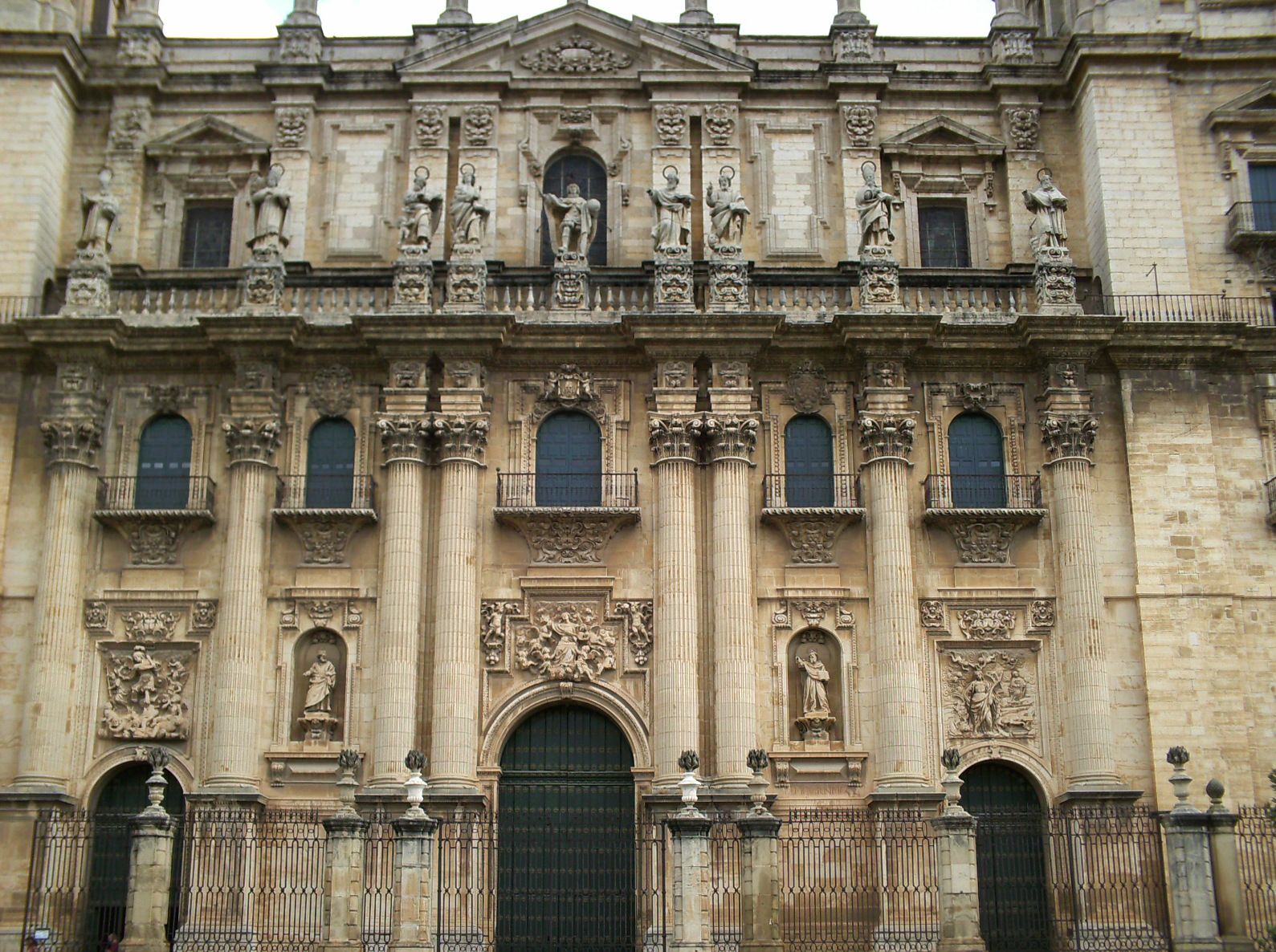
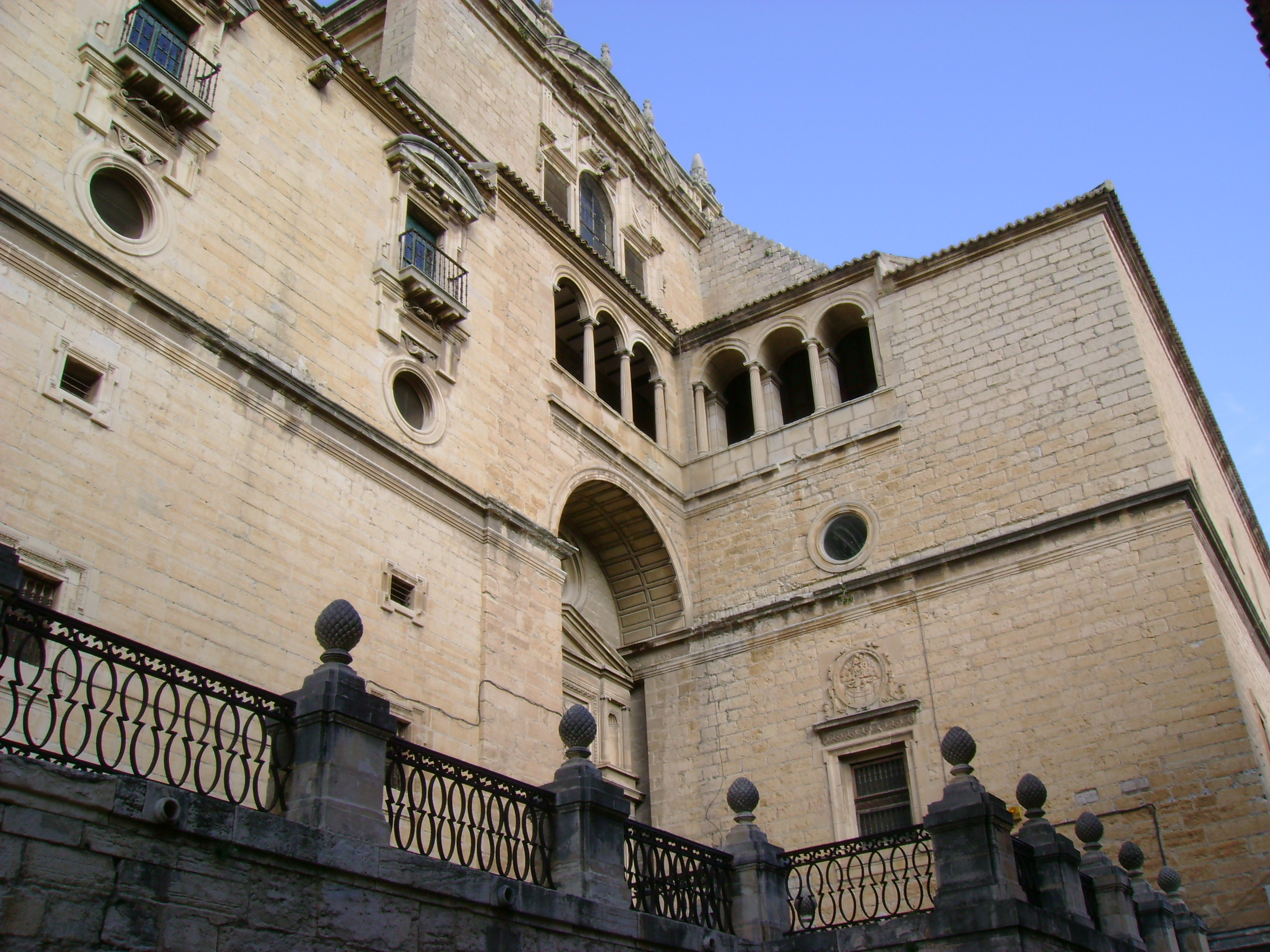
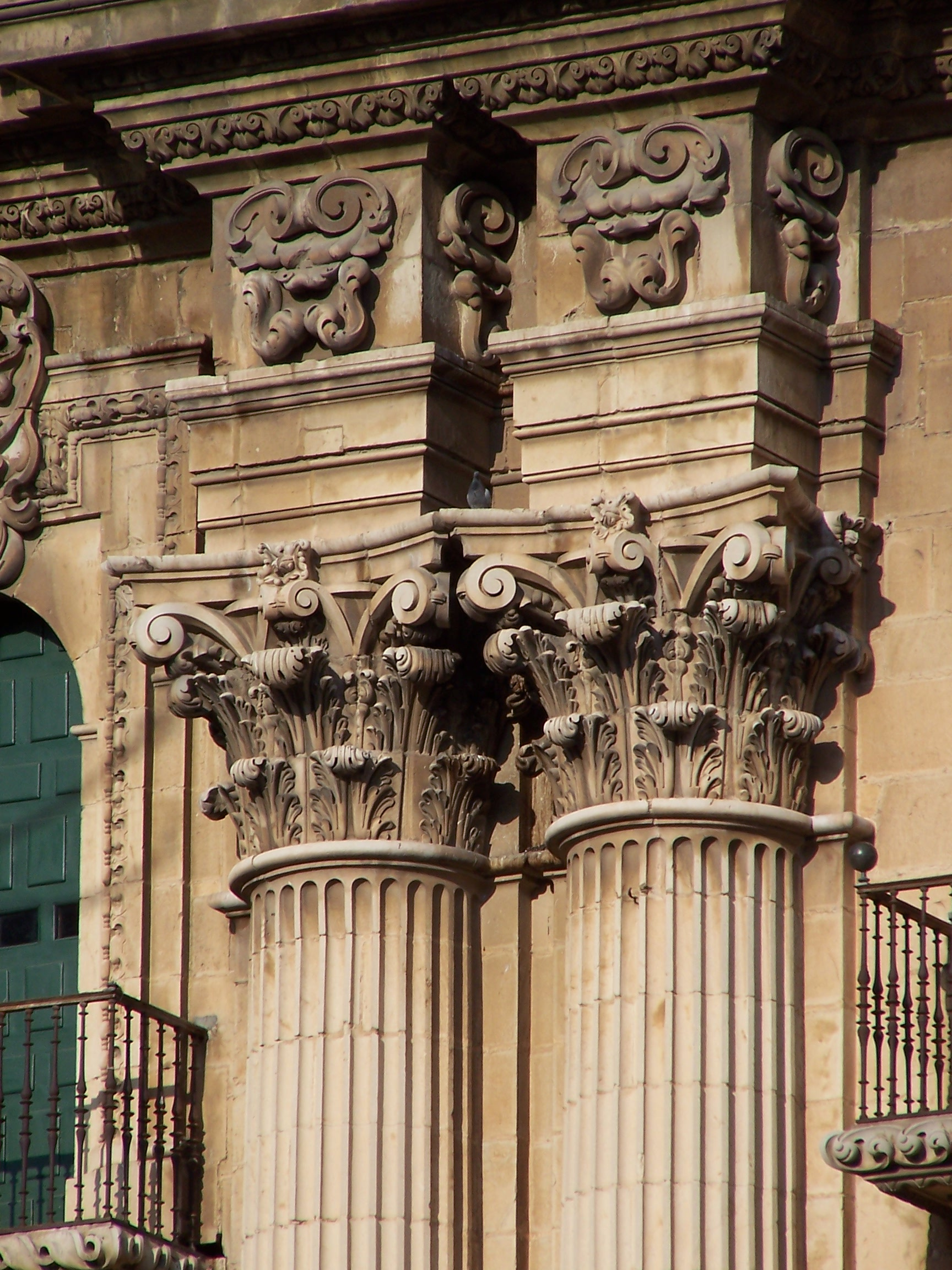

### 主立面
教堂主立面为巴洛克风格，完成于17世纪末，高度为32米（不包括塔楼），宽度为33米。正门两侧是圣伯多禄和圣保罗两尊雕塑，主立面的立柱上有9尊圣人雕塑。

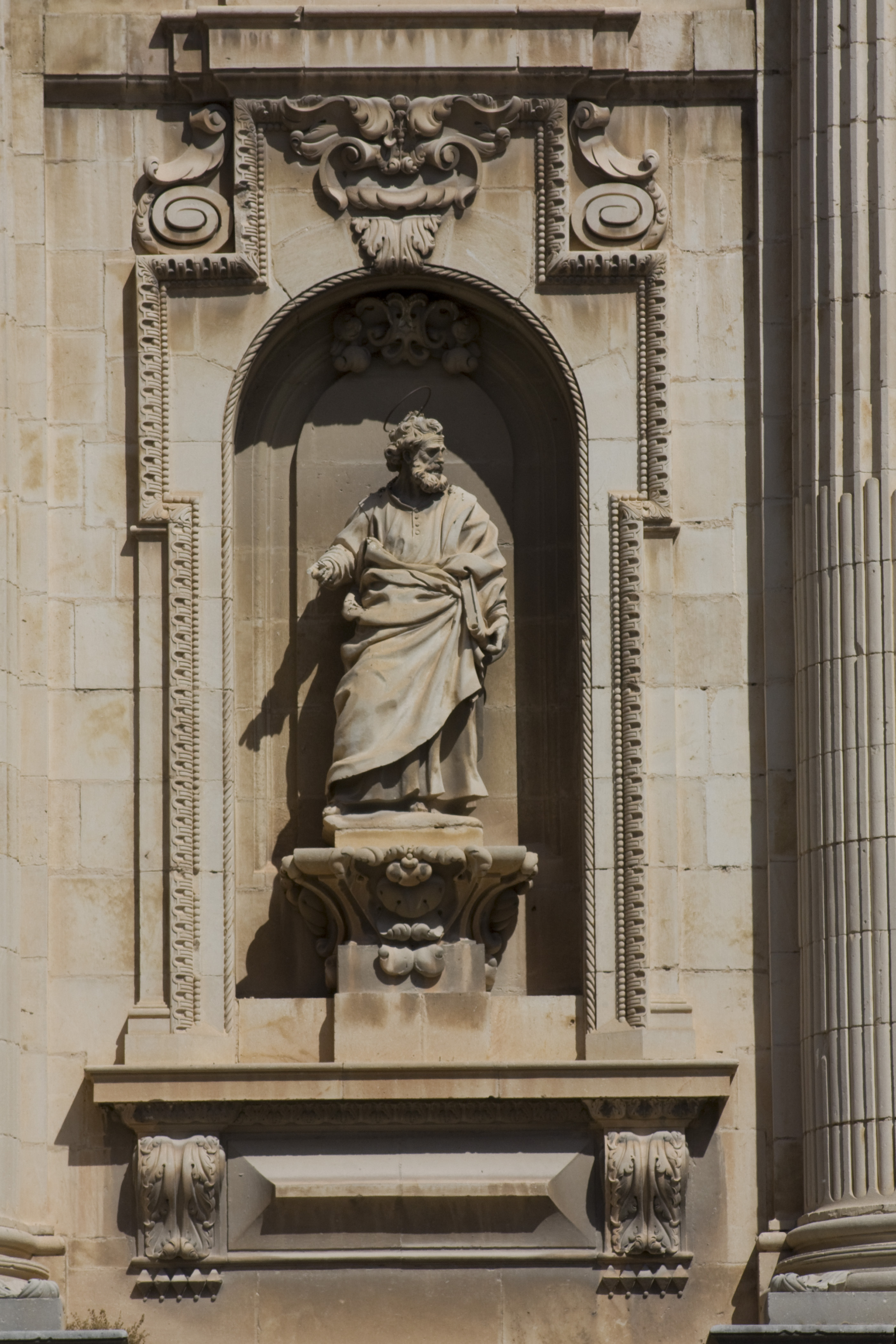
圣伯多禄
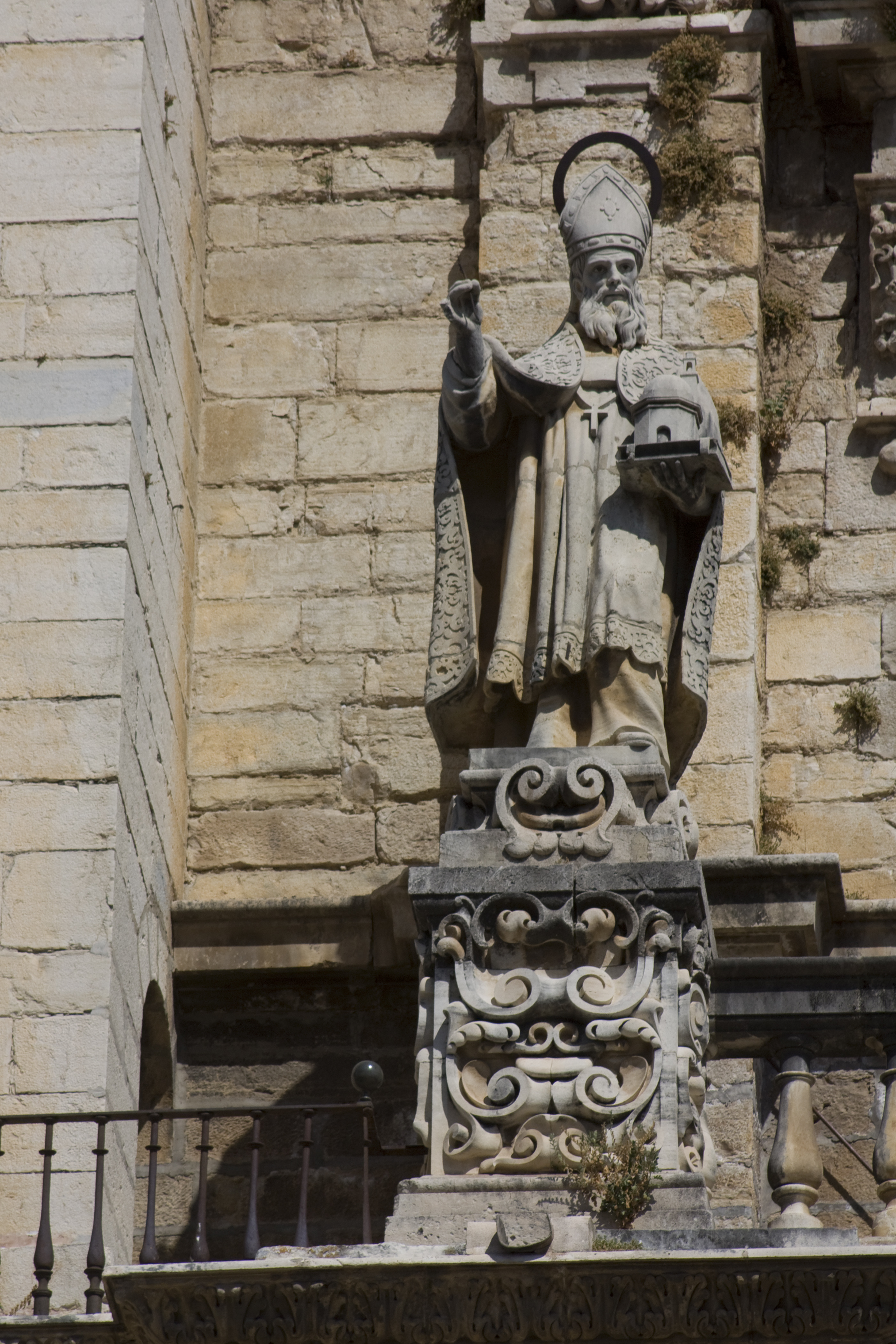
圣奥古斯丁
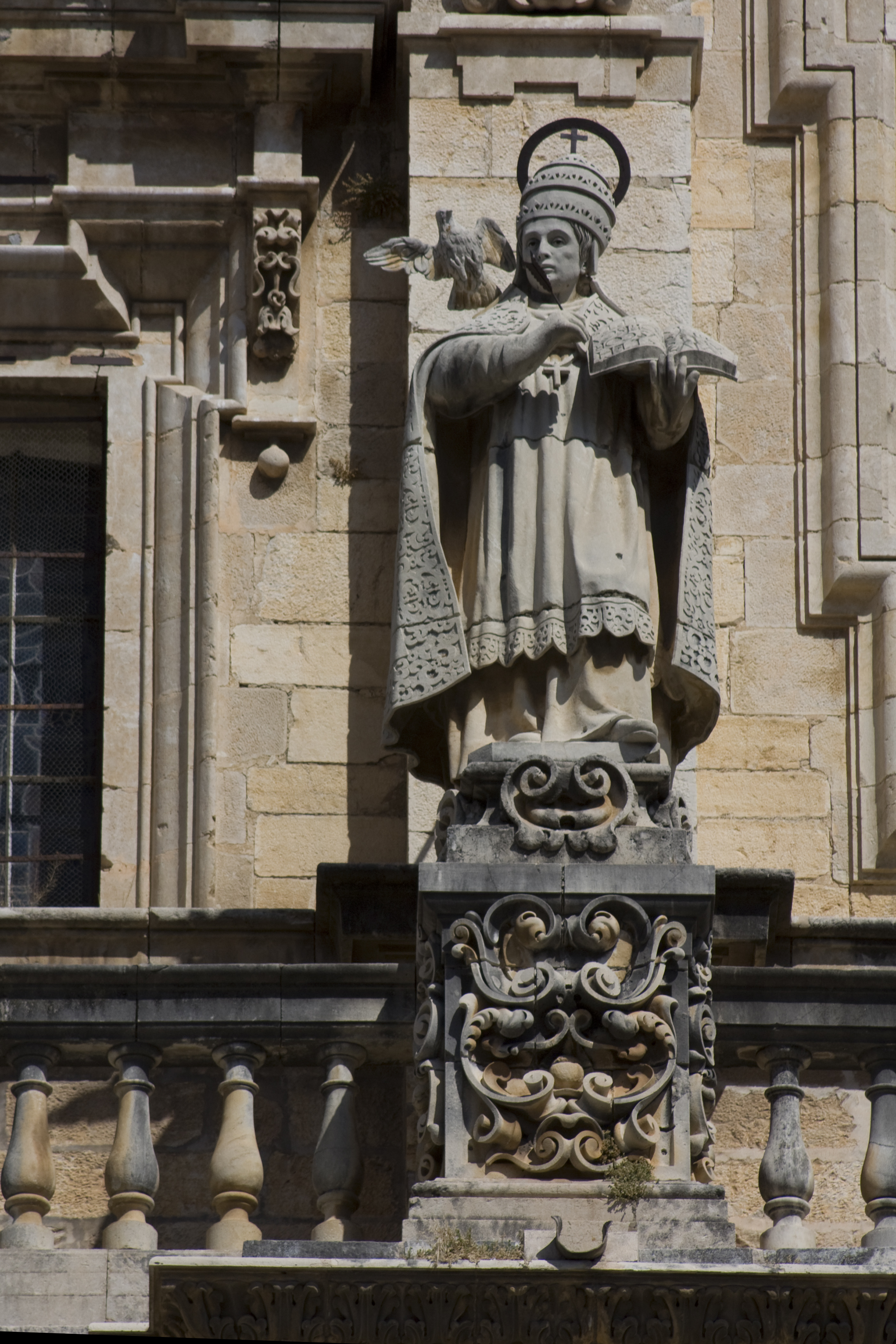
圣格列高利
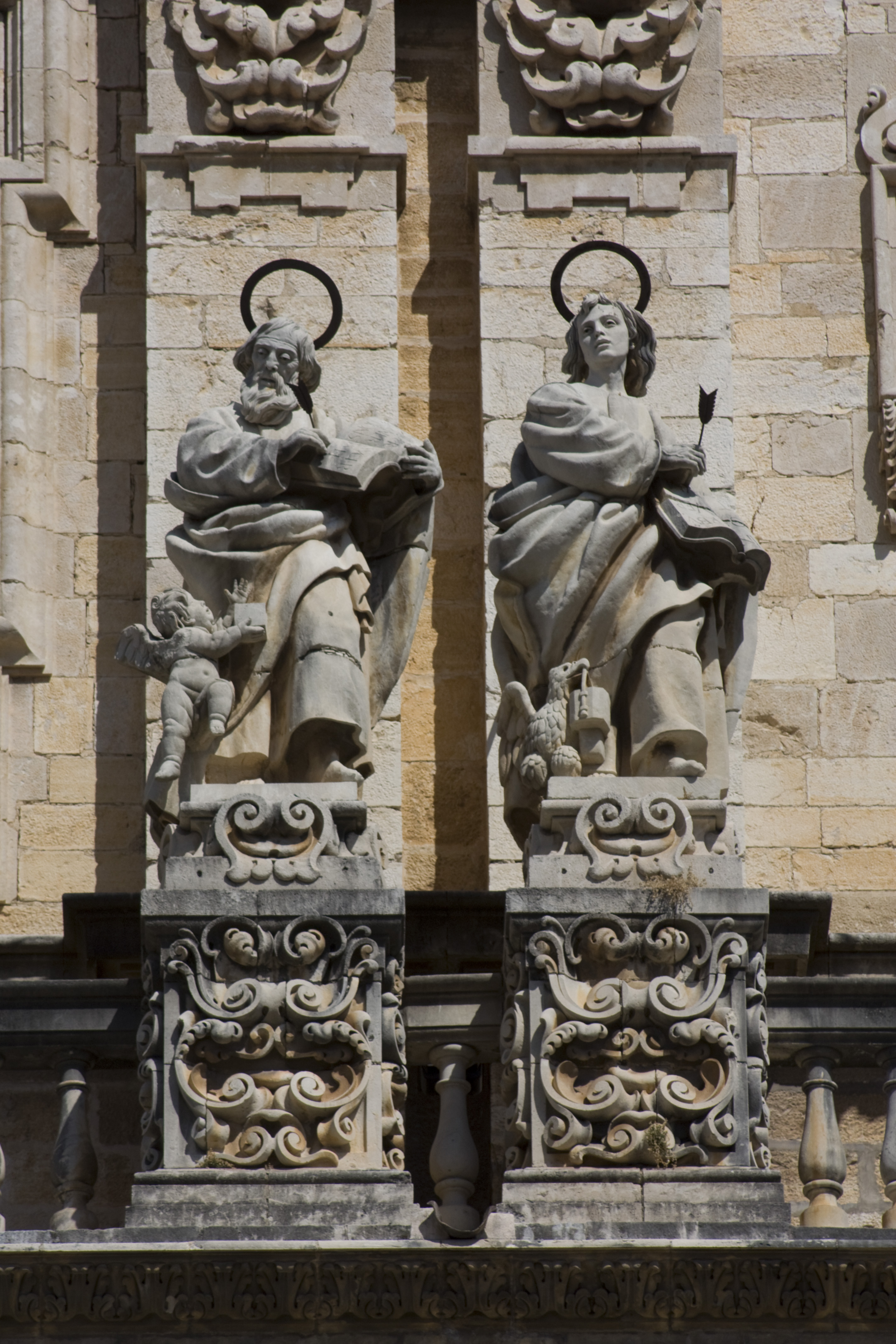
圣馬太和圣约翰
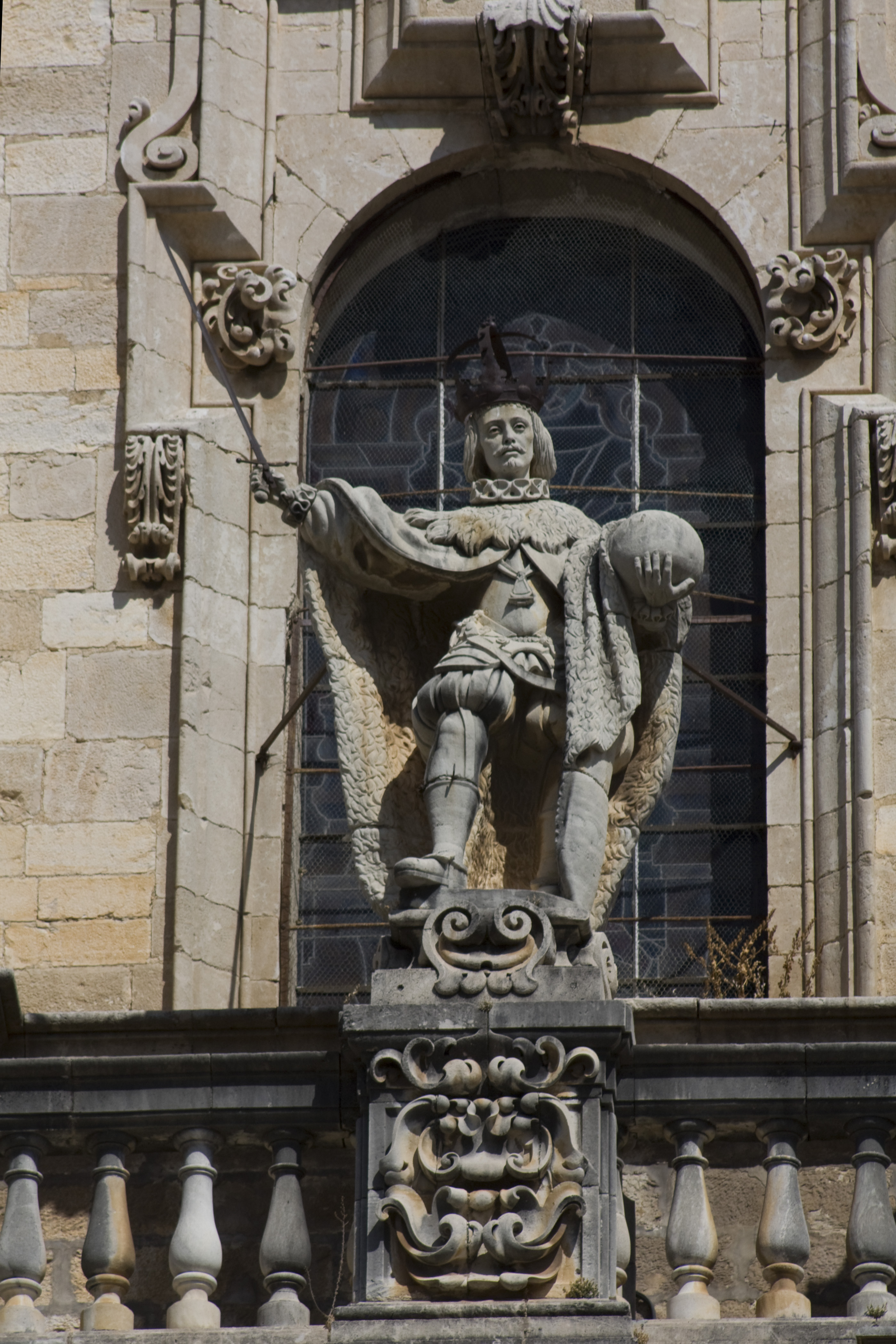
圣費爾南多
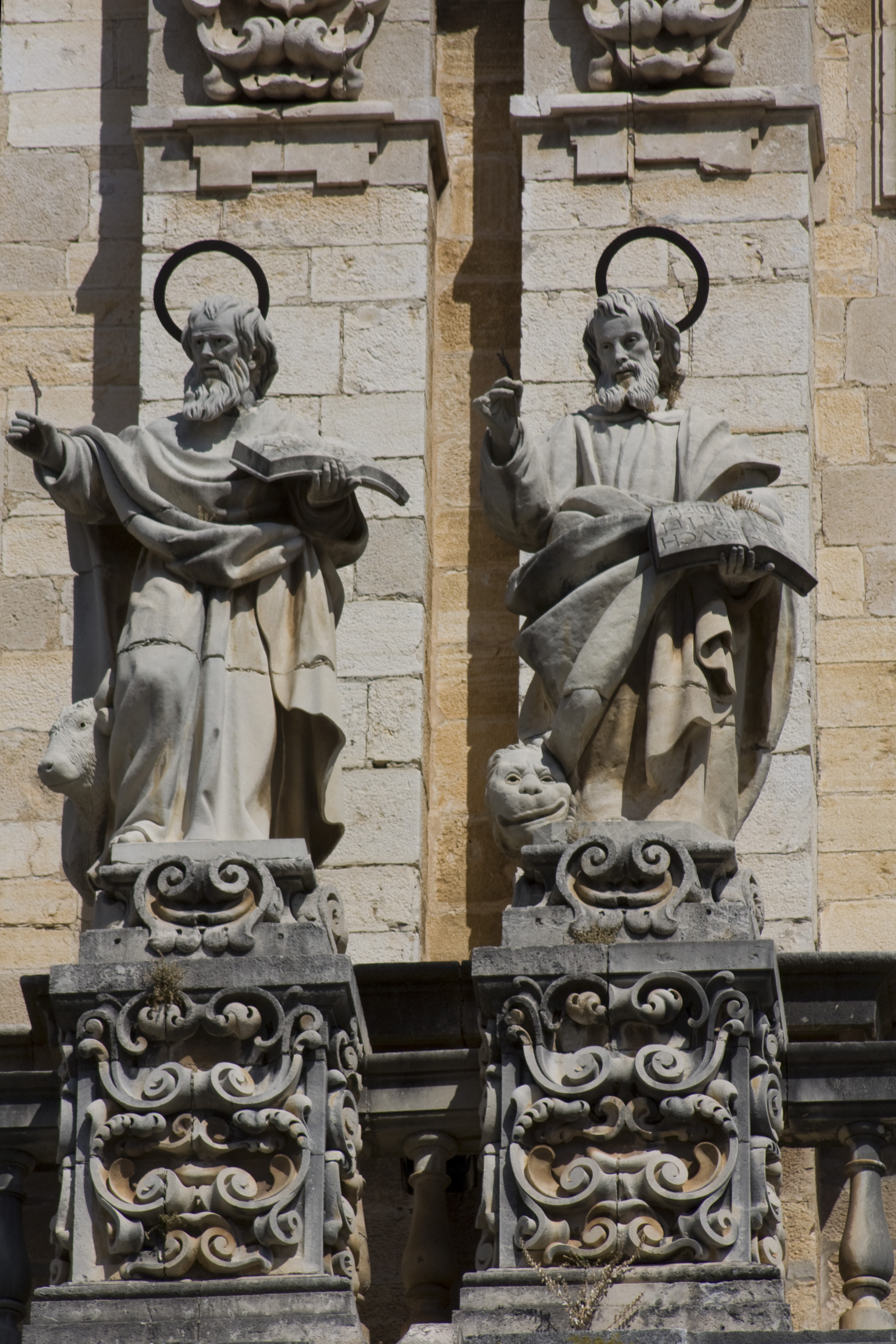
圣路加和圣馬可
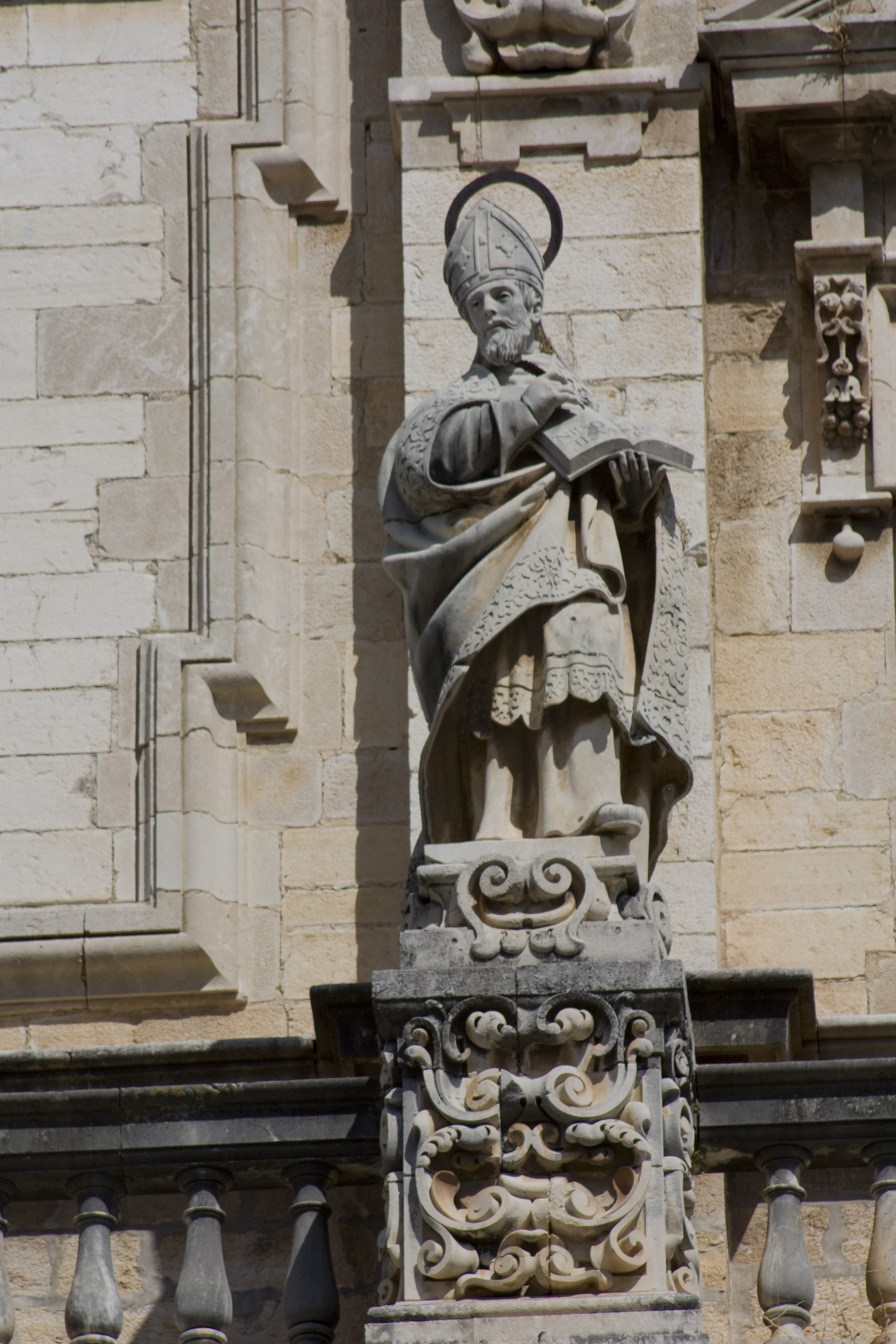
圣安波羅修
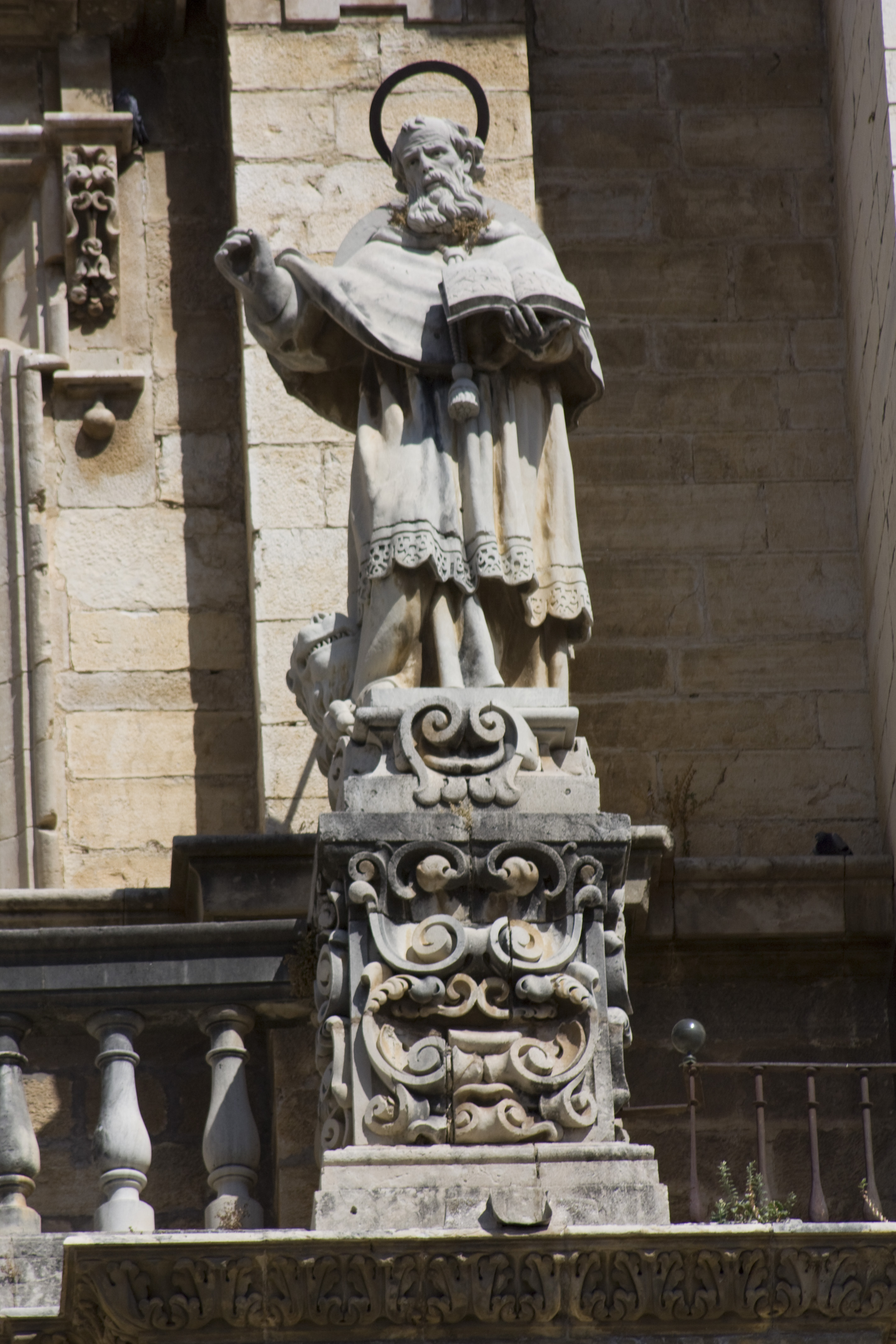
圣耶柔米
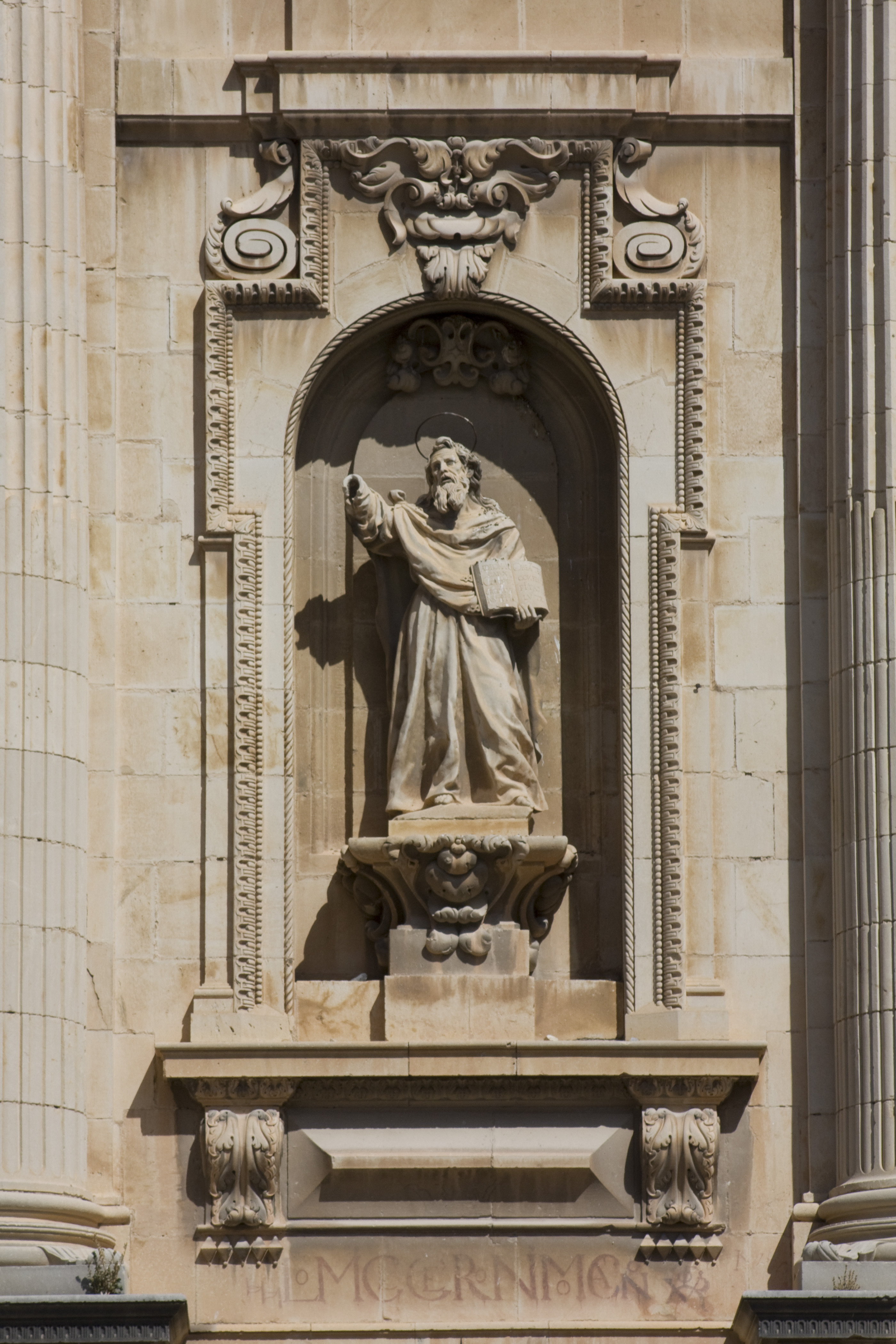
圣保罗

### 双塔

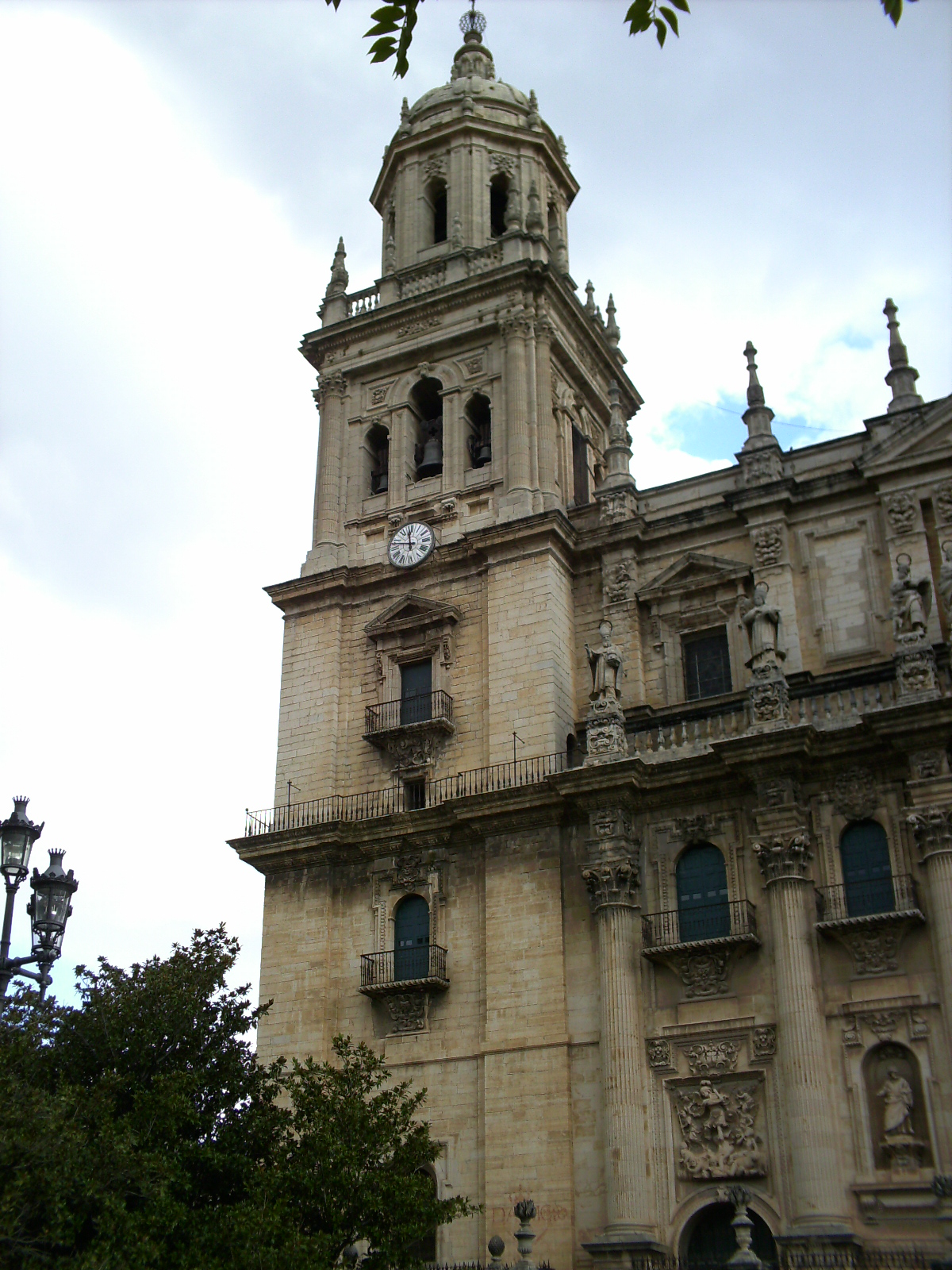
北塔

教堂的双塔为文艺复兴风格，完成于18世纪初。左边的高塔位于北部，因而称为北塔，同理右塔被称为南塔。它从低到高可以分为5层：
第1层没有装饰；第2层有1个凸出的小阳台和护栏；第3层与9尊圣人像在同一高度，装饰有叠加的装饰元素；4层是钟楼，共有4个立面。每个面都有3个半圆拱形空洞。北塔内部有9口鐘，而南塔没有。4层顶部的每个面还有栏杆柱。

### 门

教堂主立面三个门上的浮雕
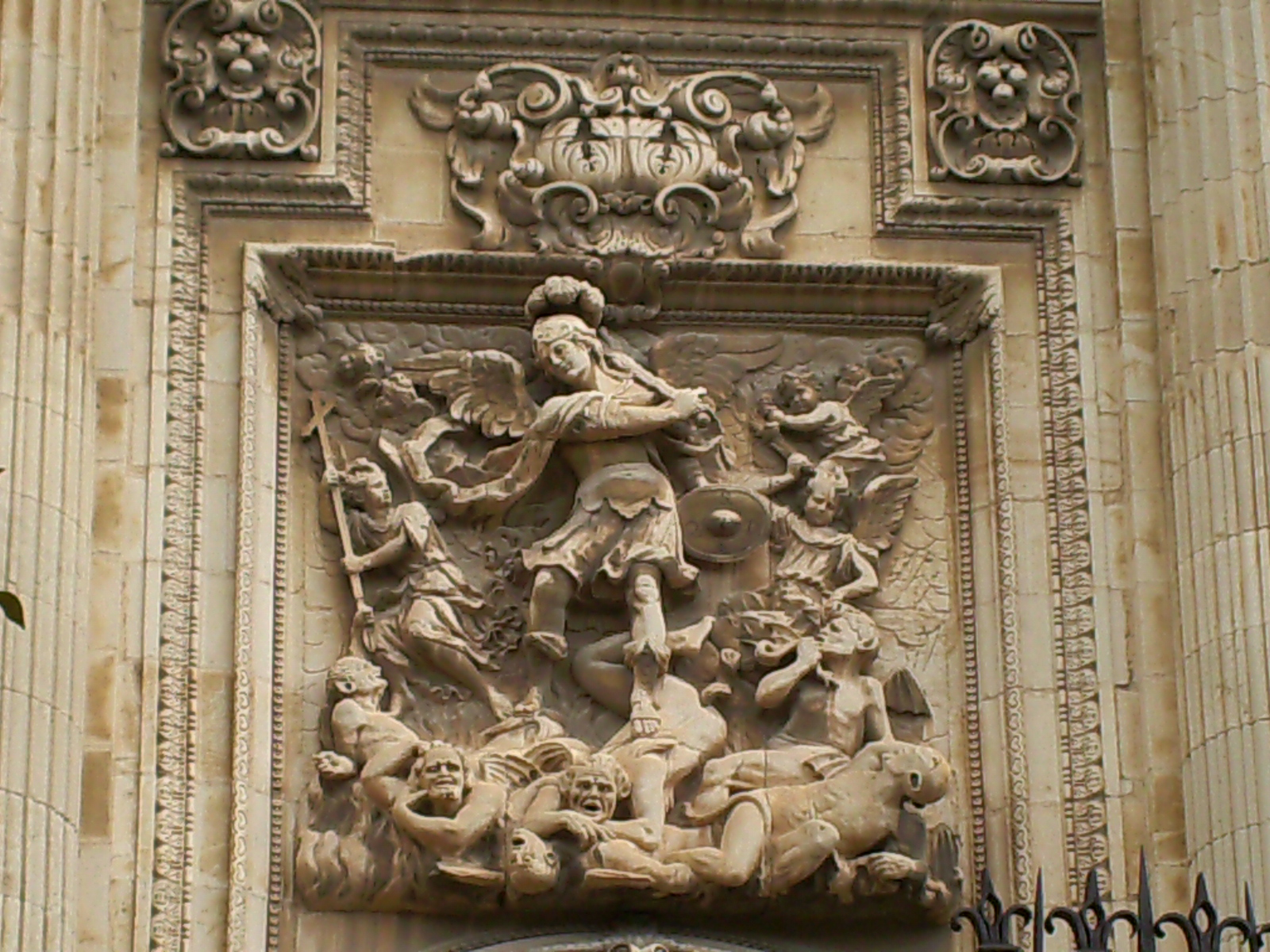
圣米迦勒天使（左门）
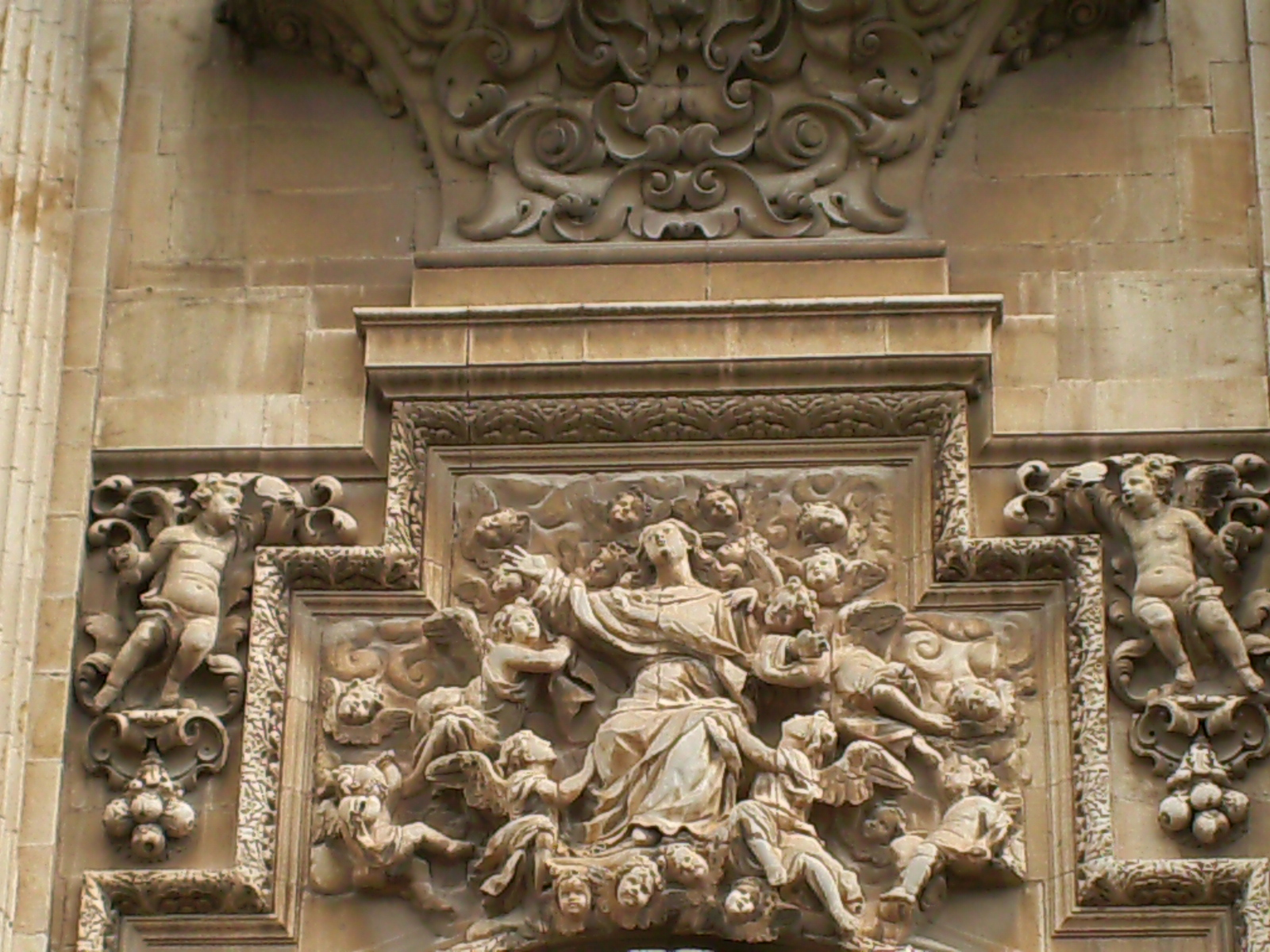
圣母升天（正门）
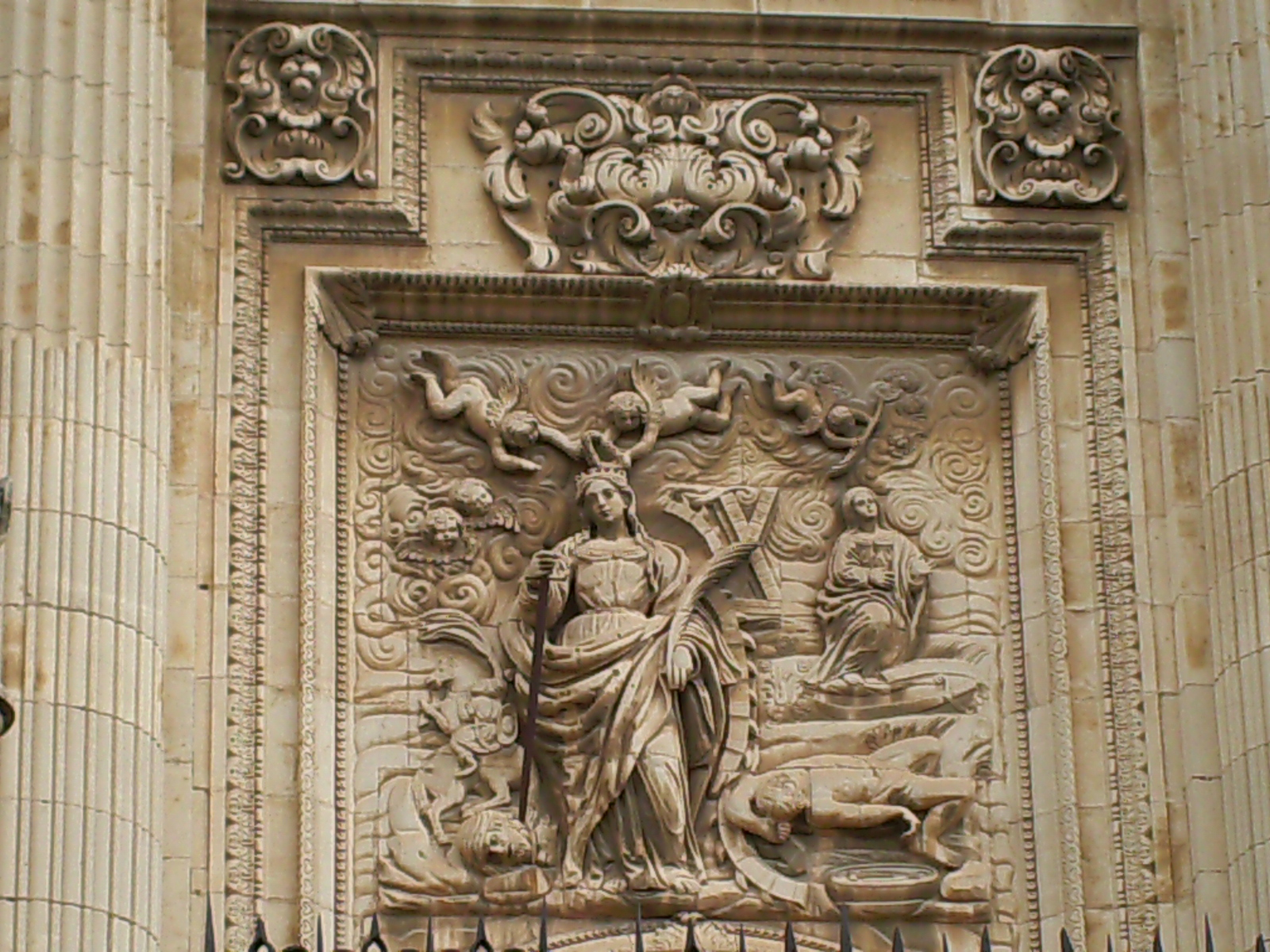
圣凯瑟琳（右门）
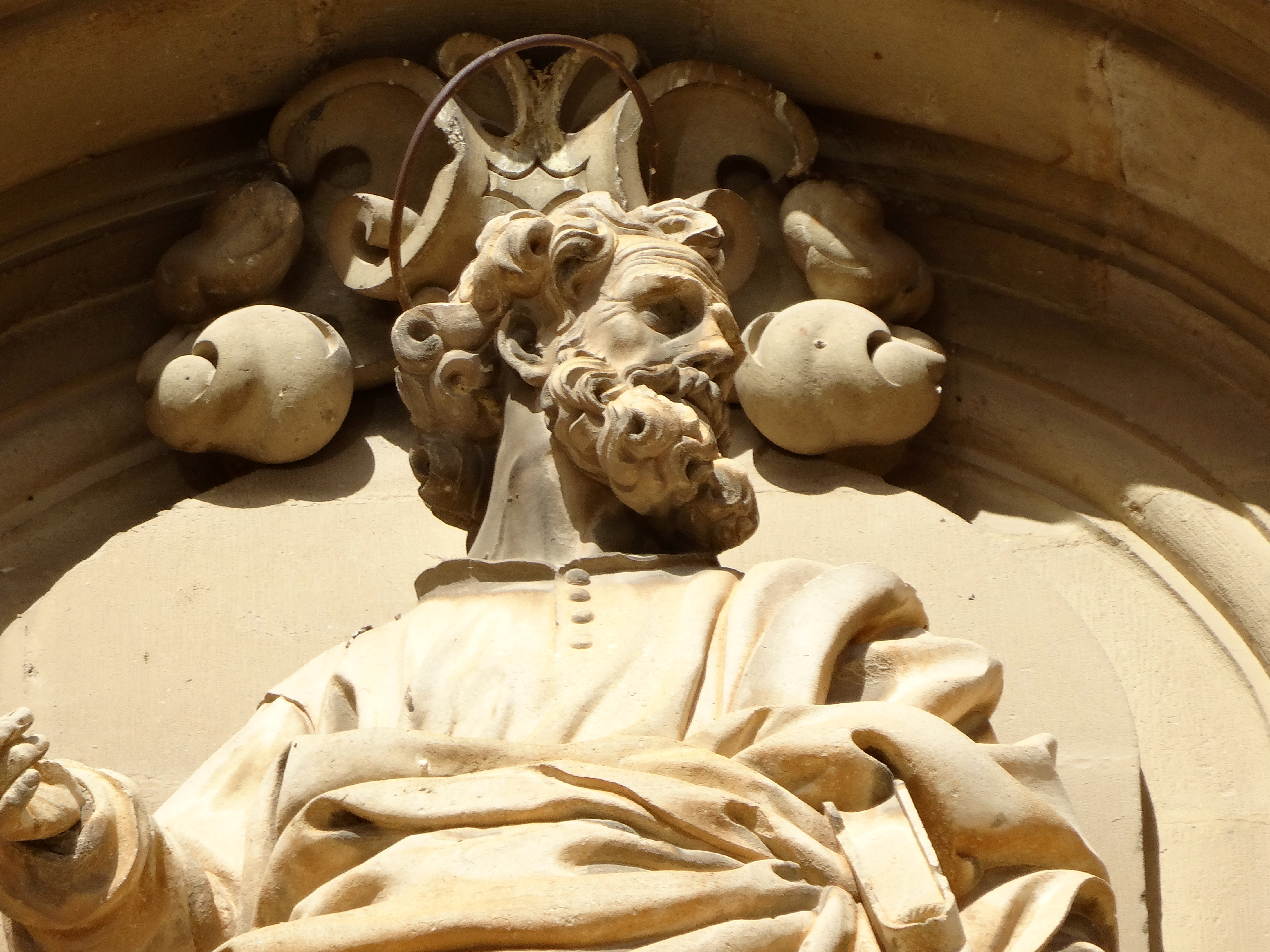
圣伯多禄的细节：他的脸部朝向正门

## 脚注
1. ↑  Carlos Garrido Torres. . Barcelona: IGSA. 2000: 52 （加泰罗尼亚语）.
2. ↑  Llop i Bayo, Francesc. . Inventario de las campanas de las Catedrales de España. Ministerio de Cultura. 2011-01-25  [2018-11-23]. （原始内容存档于2020-10-21） （西班牙语）. Las campanas se concentran en una torre, la torre oeste o de las campanas, mientras que la otra permanece vacía.